# 16e méridien est

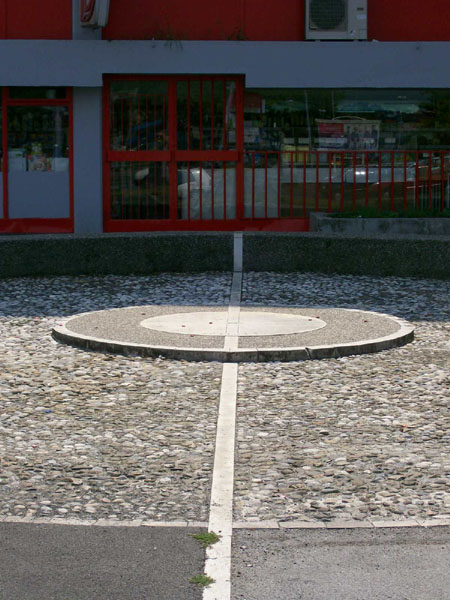
16° méridien est à Zagreb (Croatie)

En géographie, le 16e méridien est est le méridien joignant les points de la surface de la Terre dont la longitude est égale à 16° est.

## Géographie

### Dimensions
Comme tous les autres méridiens, la longueur du 16e méridien correspond à une demi-circonférence terrestre, soit 20 003,932 km. Au niveau de l'équateur, il est distant du méridien de Greenwich de 1 781 km,.
Avec le 164e méridien ouest, il forme un grand cercle passant par les pôles géographiques terrestres.

### Régions traversées
En commençant par le pôle Nord et descendant vers le sud au pôle Sud, Le 16e méridien est passe par:
| Coordonnées          | Pays, territoire ou mer          | Notes                                                                                          |
| -------------------- | -------------------------------- | ---------------------------------------------------------------------------------------------- |
| 90° 00′ N, 16° 00′ E | Océan Arctique                   |                                                                                                |
| 80° 01′ N, 16° 00′ E | Norvège                          | Îles de Spitzberg, Svalbard                                                                    |
| 76° 45′ N, 16° 00′ E | Océan Atlantique                 | Mer du Groenland Mer de Norvège                                                                |
| 69° 18′ N, 16° 00′ E | Norvège                          | Îles de Andøy et Hinnøya, et le continent                                                      |
| 66° 52′ N, 16° 00′ E | Suède                            |                                                                                                |
| 56° 12′ N, 16° 00′ E | Mer Baltique                     |                                                                                                |
| 54° 15′ N, 16° 00′ E | Pologne                          |                                                                                                |
| 50° 36′ N, 16° 00′ E | Tchéquie                         |                                                                                                |
| 48° 47′ N, 16° 00′ E | Autriche                         |                                                                                                |
| 46° 50′ N, 16° 00′ E | Slovénie                         | Sur environ 11 km                                                                              |
| 46° 43′ N, 16° 00′ E | Autriche                         | Sur environ 6 km                                                                               |
| 46° 40′ N, 16° 00′ E | Slovénie                         |                                                                                                |
| 46° 18′ N, 16° 00′ E | Croatie                          | Passe à l'est du centre de Zagreb                                                              |
| 45° 13′ N, 16° 00′ E | Bosnie-Herzégovine               |                                                                                                |
| 44° 38′ N, 16° 00′ E | Croatie                          |                                                                                                |
| 43° 29′ N, 16° 00′ E | Mer Méditerranée                 | Mer Adriatique                                                                                 |
| 42° 59′ N, 16° 00′ E | Croatie                          | Île de Biševo                                                                                  |
| 42° 57′ N, 16° 00′ E | Mer Méditerranée                 | Mer Adriatique                                                                                 |
| 41° 57′ N, 16° 00′ E | Italie                           |                                                                                                |
| 41° 40′ N, 16° 00′ E | Mer Méditerranée                 | Golfe de Manfredonia                                                                           |
| 41° 26′ N, 16° 00′ E | Italie                           |                                                                                                |
| 39° 25′ N, 16° 00′ E | Mer Méditerranée                 | Mer Tyrrhénienne                                                                               |
| 38° 44′ N, 16° 00′ E | Italie                           |                                                                                                |
| 37° 55′ N, 16° 00′ E | Mer Méditerranée                 |                                                                                                |
| 31° 17′ N, 16° 00′ E | Libye                            |                                                                                                |
| 23° 27′ N, 16° 00′ E | Tchad                            | Le méridien entre dans le Tchad à la pointe la plus au nord du pays, sur le Tropique du cancer |
| 7° 30′ N, 16° 00′ E  | République centrafricaine        |                                                                                                |
| 3° 00′ N, 16° 00′ E  | Cameroun                         |                                                                                                |
| 1° 45′ N, 16° 00′ E  | République du Congo              |                                                                                                |
| 3° 44′ S, 16° 00′ E  | République démocratique du Congo |                                                                                                |
| 5° 52′ S, 16° 00′ E  | Angola                           |                                                                                                |
| 17° 23′ S, 16° 00′ E | Namibie                          |                                                                                                |
| 28° 15′ S, 16° 00′ E | Océan Atlantique                 |                                                                                                |
| 60° 00′ S, 16° 00′ E | Océan Austral                    |                                                                                                |
| 69° 41′ S, 16° 00′ E | Antarctique                      | Terre de la Reine-Maud, revendiquée par la Norvège                                             |